# Карпениси
Карпениси или Карпенисион (гр: Καρπενήσι) је управно средиште округа Евританија у оквиру периферије Средишња Грчка. То је једно од најмањих и највиших средишта округа у Грчкој.

## Име
Словенско и османско име града до 19. века било је Карпеница.

## Положај
Карпениси се налази у невеликој, али веома високој долини реке Карпенисиотис на 960 метара н. в. Иако је град окружен високим планинама са свих страна, посебно се издвајају високе планине Тимфристос северно до града са највишом тачком на 2.315 m.

## Привреда
Карпениси обухвата неколико блиских насеља, од којих је једно градско насеље, које има управне и културно-образовне намене, а у близини се налази и познати туристички скијашки центар у Грчкој, "Монтана Клуб".

## Становништво
| 1991. | 2001. | 2011.  |
| ----- | ----- | ------ |
| 8,185 | 9,390 | 13.105 |